# Lucernské jezero
Lucernské jezero také nazývané Čtyřkantonální jezero, Čtyřkantonové jezero nebo Jezero čtyř lesních kantonů (německy Vierwaldstättersee, francouzsky Lac des Quatre Cantons, italsky Lago dei Quattro Cantoni nebo Lago di Lucerna, rétorománsky Lag Lucerna, anglicky Lake Lucerne) je jezero u úpatí Alp ve Švýcarsku. Nachází se v mezihorské tektonické propadlině, jejíž dno bylo vyplněno starým ledovcem. Jezero je pojmenováno podle čtyř kantonů na jejichž území zasahuje. Jsou to Lucern, Unterwalden (dnes rozdělený na Nidwalden a Obwalden), Schwyz a Uri. Má rozlohu 113,8 km². Je 38 km dlouhé. Dosahuje maximální hloubky 214 m. Rozloha povodí je 1831 km². Leží v nadmořské výšce 434 m.

## Pobřeží
Jezero se skládá ze čtyř částí, které jsou navzájem propojeny úzkými průlivy (šířka do 1 km). Hlavní části jsou Luzerner Bucht, Küssnachter Bucht, Alpnachersee a Urnersee se zátokami Horw, Stansstad, Weggis, Buochs a Gersau. Délka pobřeží je 115 km.

## Ostrovy

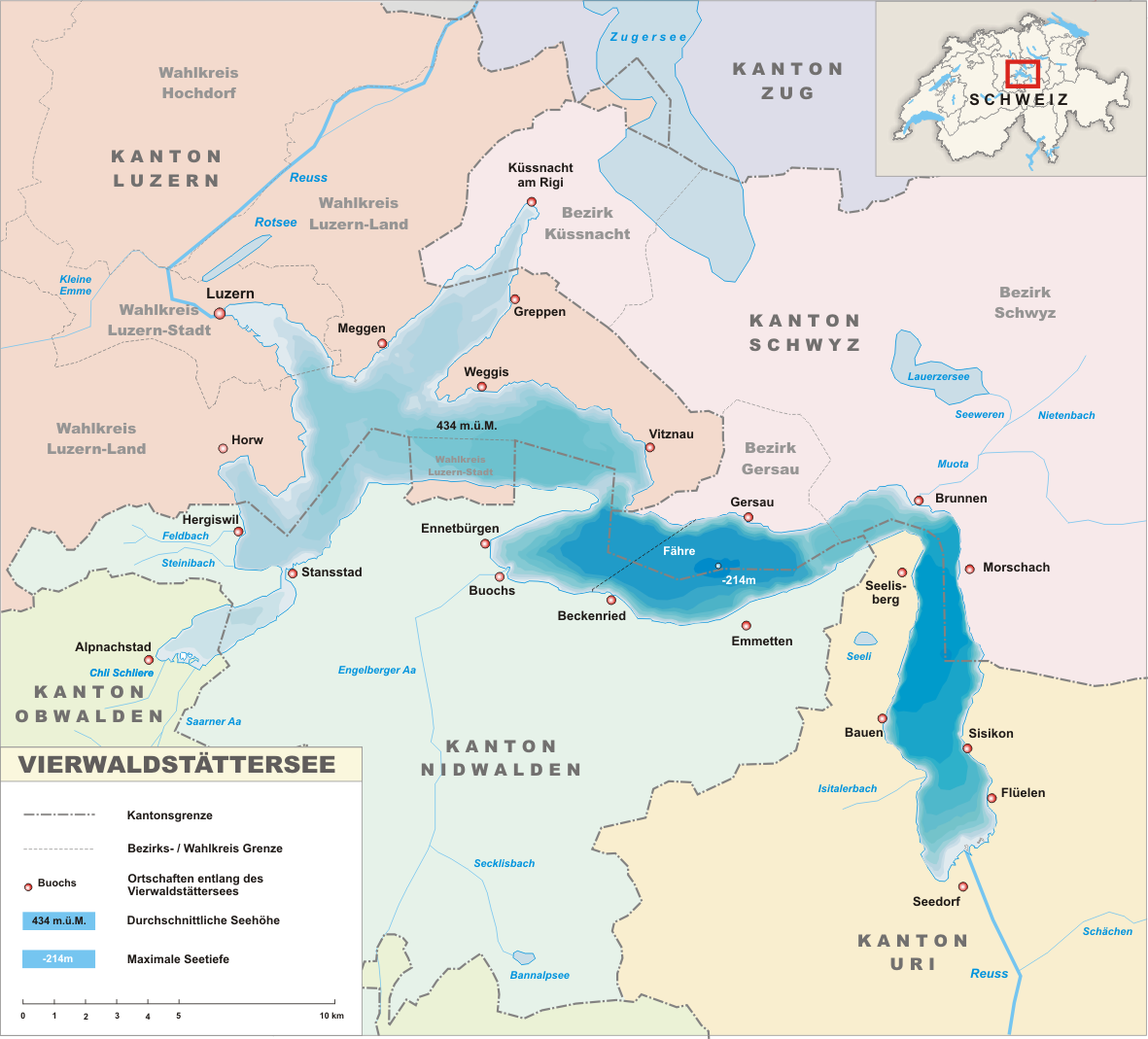
Mapka jezera s vyznačením hloubky vody

Na jezeře se nachází ostrov Altstatt (3 198 m²) naproti městečku Meggen.

## Vodní režim
Přes jezero protéká řeka Reuss (přítok Aare, povodí Rýnu). Další přítoky jsou Sarner Aa, Engelberger Aa a Muota. Ke zvýšení hladiny (průměrně o 0,8 až 1 m) dochází v létě, kdy do jezera přitéká voda z tajících alpských ledovců.

## Vlastnosti vody
Voda v jezeře má kvalitu pitné vody. Teplota vody je v létě 22 °C a v zimě 5 °C.

## Fauna a flóra
Na jezeře je rozvinuté rybářství (pstruh obecný).

## Historie

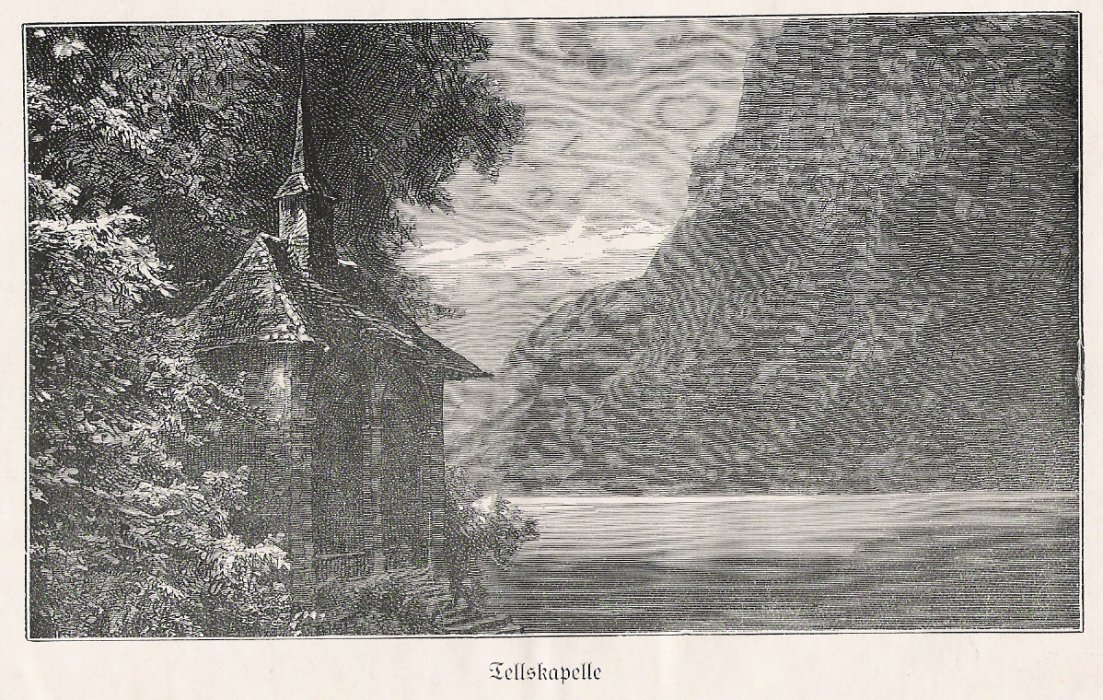
Tellova kaple na břehu Lucernského jezera, reprodukce rytiny v knižním vydání dramatu Friedricha Schillera Wilhelm Tell z roku 1914

V roce 1601 po zemětřesení se na jezeře vytvořila tsunami.

## Využití

### Osídlení pobřeží
Na břehu leží města Lucern, Küssnacht am Rigi a Brunnen.

### Lodní doprava
Na jezeře je rozvinutá místní lodní doprava. Ve střední části funguje automobilový trajekt.